# Jablonec nad Jizerou-Hradsko (železniční zastávka)
Jablonec nad Jizerou-Hradsko je železniční zastávka v Hradsku, části města Jablonec nad Jizerou v okrese Semily v Libereckém kraji. Leží na neelektrifikované trati Martinice v Krkonoších – Rokytnice nad Jizerou.

## Historie
Trať Martinice v Krkonoších – Rokytnice nad Jizerou, byla postavena roku 1899. Zastávka v Hradsku byla vybudována zejména kvůli obsluze nedaleké textilní továrny Herzfeld & Fischel. Stanici postavil jilemnický stavitel Josef Pošepný. V době výstavby trati měla zastávka kromě dopravní i 160 metrů dlouhou manipulační kolej, která obsluhovala sklad a přilehlé nákladiště.
Po podpisu Mnichovské dohody v září 1938 se stane Hradsko konečnou zastávkou na trati, avšak v listopadu 1938 je osazenstvo stanice evakuováno do Jilemnice a konečnou se stává zastávka Sytová-Háje.

## Popis
Budovu zastávky tvoří vcelku rozložitá jednopatrová stavba s polovalbovou střechou o půdorysu cca 10 x 15 metrů, s oboustranně vystupujícími středovými rizality. Za budovou nalezneme roubenou stavbu, dříve používanou jako toalety. Ta je v současnosti používána jako kůlna.
Současné nástupiště má délku 60 metrů a je pouze sypané, opatřené pevnou hranou typu Tischer.